# آلیسا کلیبانووا
آلیسا میخائیلونا کلیبانووا (به روسی:Алиса Михаиловна Клейбанова، متولد ۱۵ ژوئیهٔ ۱۹۸۹) تنیسوری حرفه‌ای از روسیه است. بالاترین رتبهٔ او در دبلیوتی‌ای، ۲۳ است که در تاریخ ۱۸ مه ۲۰۰۹ به دست آمد.